# Chime Rinpoché
Rinpoché
Lama Chime Rata Rinpoché -
Lama Chime Tulku Rinpoché est un lama, Tulku et enseignant du dharma tibétain de l'école karma-kagyu. Chime Rinpoché est né en 1941 dans le Kham, au Tibet. En 1959, en raison de l'occupation du Tibet, il a été forcé de fuir en exil vers l'Inde via le Bhoutan. Il a obtenu la citoyenneté britannique en 1965. Il a enseigné à travers l'Europe et a établi la Marpa House, le premier centre bouddhiste tibétain en Angleterre. Ses élèves comprennent l'auteur américain et nonne bouddhiste Pema Chödrön et les musiciens Mary Hopkin, David Bowie et Tony Visconti.

## Biographie

### Début de la vie au Tibet
Chime Rinpoché est né Chime Youngdong Rardha dans Kham au Tibet dans une famille qui étaient des descendants directs du chef Rardha Pontsong, qui a été inspiré pour donner sa terre au 4e Sangye Nyenpa de sorte que le monastère de Benchen puisse être construit (au XIVe siècle). Il ne fut pas le seul Tulkou de sa famille, puisque Dilgo Khyentse Rinpoché et le 9e Sangyé Nyenpa Rinpoché ont été ses oncles maternels. Il a été instruit au monastère de Benchen, où il a acquis le titre de khenpo (Master d'études), de kyorpon (Sanctuaire Ritual Master) et de Dorjé Lobpön (Vajra Master). Chime Rinpoché a étudié et a combiné les pratiques de Mahamoudra et de Dzogchen (Atiyoga) en recevant des instructions sur le mahamoudra de Sangye Nyenpa et le Dzogchen de Dilgo Khyentse Rinpoché.

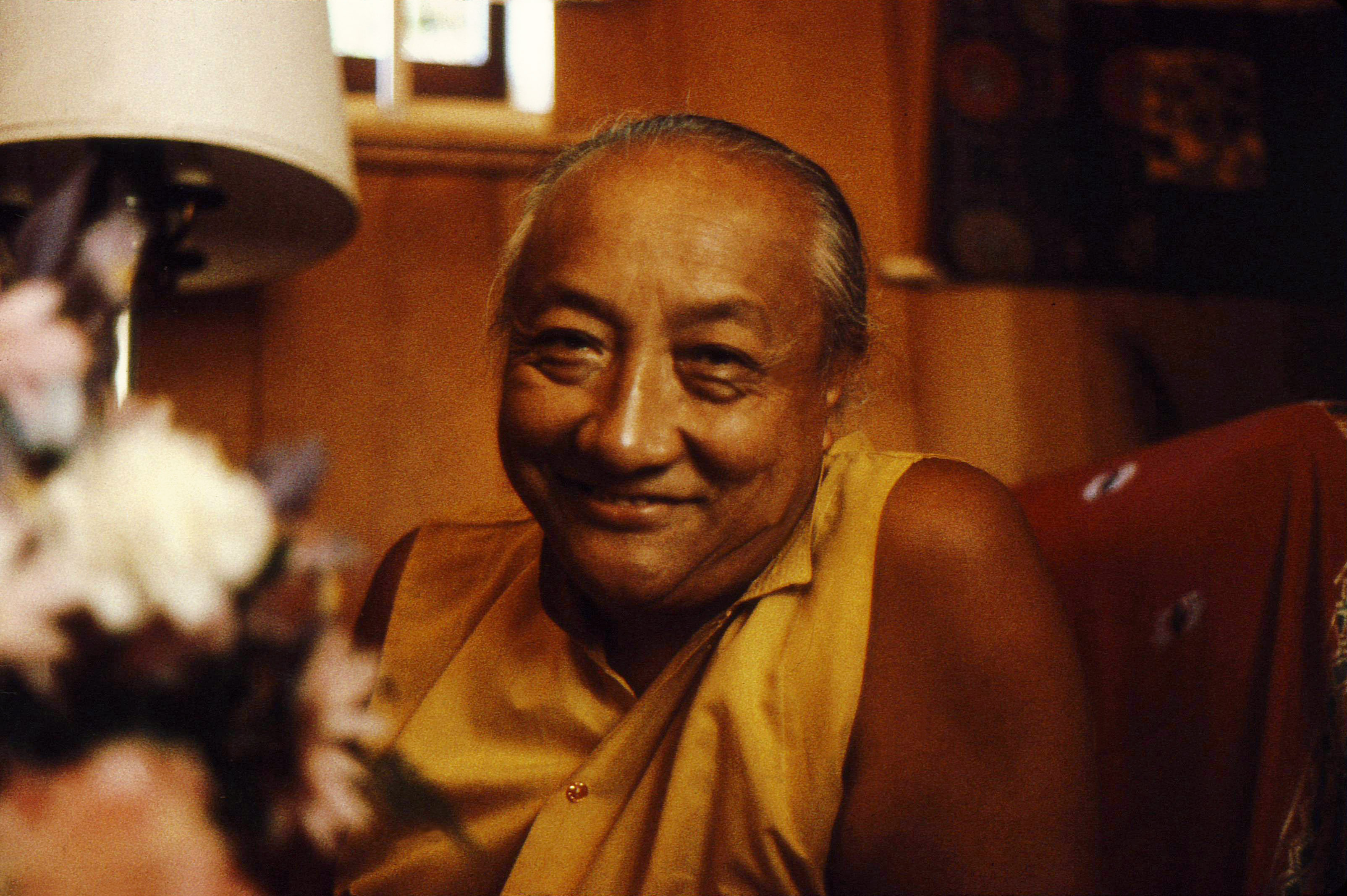
Dilgo Khyentse Rinpoché - oncle de Chime Rinpoché

### Fuite du Tibet
En raison de l'invasion du Tibet et de l'occupation ultérieure par l'armée chinoise, le 16e karmapa a indiqué que Chime Rinpoché devait fuir le Tibet. En 1959, Chime Rinpoché a atteint l'Inde via le Bhoutan aux côtés de ses lamas racines et oncles maternels, Dilgo Khyentse Rinpoché et 9e Sangyé Nyenpa Rinpoché.

### Vie en Grande-Bretagne
En 1965, Lama Chimé a été invité à vivre au Royaume-Uni. Il a partagé un petit appartement avec Chögyam Trungpa Rinpoché et Akong Rinpoché à Oxford,. Il a obtenu plus tard la citoyenneté britannique et vit en Grande-Bretagne depuis. Comme Akong Rinpoché a été le premier à trouver un emploi rémunéré dans un hôpital, Akong Rinpoché a soutenu à la fois Chime Rinpoché et Trungpa Rinpoché.

### Marpa House
En 1973, Chime Rinpoché fonda la Kham House à Ashdon, Essex, au Royaume-Uni le premier centre bouddhiste tibétain en Angleterre,. Le bâtiment a été acheté avec l'aide de mécènes. Auparavant un orphelinat pour les enfants sans-abri appelé All Saints' Home, il a été construit par le recteur de Ashdon Henry Barclay Swete,. En 1975, deux ans seulement après la fondation de la Kham House, le 16e karmapa a visité ce centre après avoir visité Samye Ling plus tôt dans l'année. Kham House a été rebaptisé Marpa House et est géré par l'organisme de bienfaisance The Dharma Trust. Bien qu'actuellement en mauvaise santé, Chime Rinpoché enseigne encore parfois à Marpa House.

### Statut de Tulkou
Au cours de sa visite en 1975, le 16e karmapa identifié Chime Rinpoché comme Radha Tulku, l'incarnation de Radha Phuntsok, l'un des quatre Tulkou (lamas incarnés) du monastère de Benchen,. 
Les 4 Tulkou de Benchen sont :
- Chime Tulku (en) (né 1991, à ne pas confondre avec le sujet de cet article)
- Radha Tulku (Chime Rinpoché, l'objet de cet article)
- Sangyé Nyenpa Rinpoché
- Tenga Rinpoché

En 2011, Chime Rinpoché a voyagé de Londres pour une réunion surprise avec deux des Tulkou de Benchen, Sangye Nyenpa Rinpoché et Tenga Rinpoché, au Camp d'été 2011 à Benchen Phuntsok Ling, siège européen de Benchen.

### Vie personnelle
En Angleterre, Chime Rinpoché a choisi de cesser d'être un moine et s'est marié,. Lui et son épouse anglaise a eu trois filles, qui sont tous des adultes maintenant.
En Grande-Bretagne, Chime Rinpoché est le président de l'Association Terrier du Tibet, un club qui se consacre à préserver et promouvoir la race de chien du Terrier tibétain. Le club a été créé en 1967. 
Rinpoché enseigne encore parfois à Marpa House quand sa santé le lui permet et conduit retraite de dix jours dans une École d'Eté à Baerenthal dans le nord de la France.
Dans un message vidéo à ses élèves sur le décès de Tenga Rinpoché, Chime Rinpoché a déclaré qu'il se prépare pour son propre visite aux « terres pures » en priant et en méditant davantage mais assure ses élèves qu'il s'agit  « d'un endroit très agréable, très beau ».

### Travaille à la British Library
Chime Rinpoché a été employé 16 ans par la British Library comme conservateur pour les manuscrits tibétains anciens.

### Élèves notables

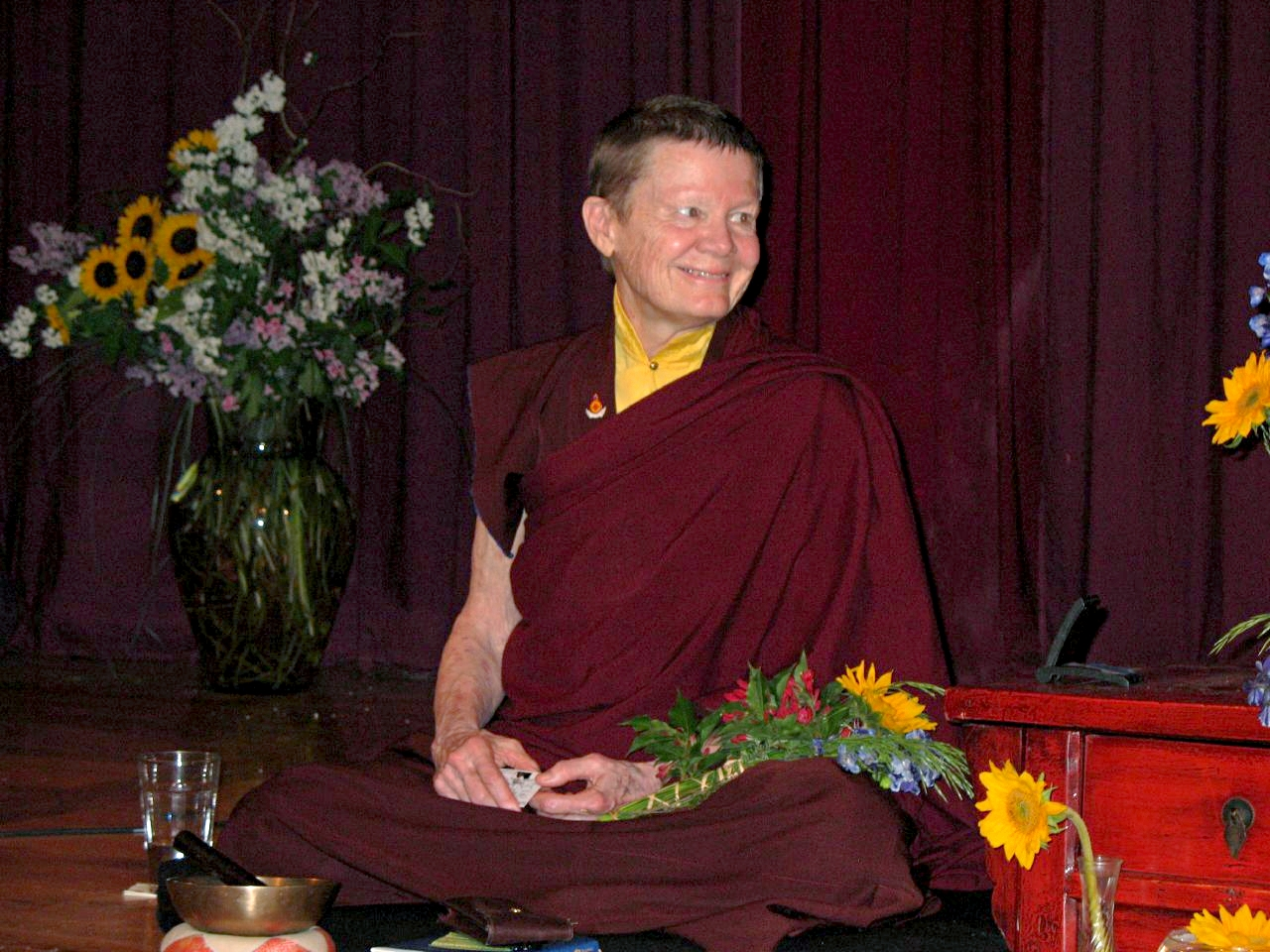
Pema Chödrön

- Pema Chödrön - Avant de devenir une nonne novice, Pema Chödrön a étudié le Dharma à Londres avec Chime Rinpoché pendant plusieurs années. Après qu'elle eut pris ses vœux de novices en 1974, Chime Rinpoché a conseillé Chödrön de se former avec Chögyam Trungpa Rinpoché, qui devint plus tard le lama racine de Chödrön[23],[24],[25].

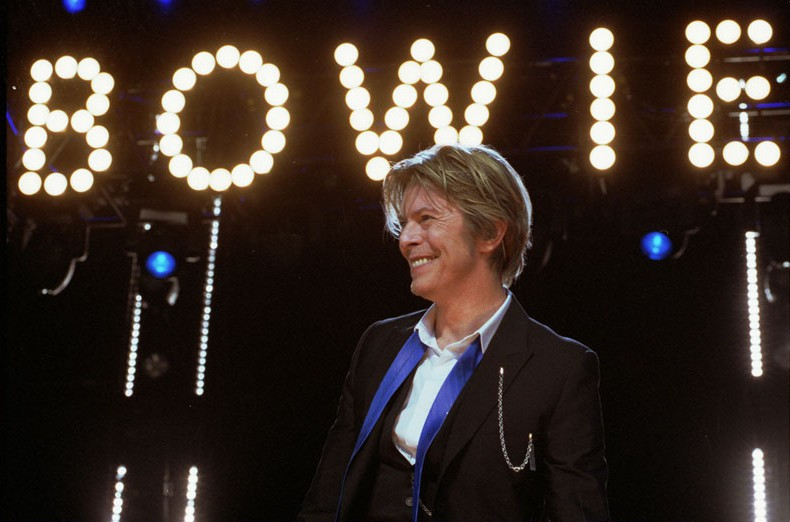
David Bowie

- David Bowie - Chime Rinpoché a également instruit David Bowie pendant un certain nombre de mois à la Tibet House de Londres. Lors d'une interview en 2001, Bowie relate sa première rencontre avec Chime Rinpoché,

« Un jour, je suis entré dans le bureau et il était vide », déclara Bowie de son bureau de New York.
« Je suis allé dans les escaliers et j'ai vu un homme en robe safran. Il a dit, en très mauvais anglais: « Vous êtes à ma cherche ». Je réalisais des années plus tard que c'était une question, mais à l'âge de 16 ans, je l'ai pris comme une déclaration:  « Vous êtes à ma cherche » ».
L'homme en robe safran, Chime Yong Dong Rinpoché, est devenu le lama de Jones pendant plusieurs mois.
« Après quelques mois d'étude, il m'a dit:« Vous ne voulez pas être bouddhiste [...] Vous devriez rester dans la musique. »
Plus tard, sur son premier album David Bowie, Bowie a écrit et enregistré la chanson Silly Boy Blue au sujet d'un jeune moine tibétain qui a enfreint les règles, comme hommage à son professeur.
- Tony Visconti - Bowie a enregistré plus tard le titre en live à la BBC avec Tony Visconti, un autre étudiant de Chime Rinpoché[27]. Plus tard, pendant l'enregistrement de Scary Monsters (and Super Creeps), Visconti invité Chime Rinpoché à parler avec Bowie de son idée de mettre en scène un concert de rock au Palais du Potala à Lhassa, au Tibet. Toutefois, rien ne se matérialisa[28].

- Mary Hopkin - Plus tard, en 2010, la chanteuse Mary Hopkin, avec son fils  Morgan Visconti, dédièrent une chanson intitulée « Chime » sur leur album 2010 'You Look Familiar' à Chime Rinpoché.